# Здесь был я
«Здесь был я» — дебютный сольный альбом российского рэп-исполнителя Джипа (участника группы D.O.B. Community), выпущенный в ноябре 2004 года на лейбле «Интеллигентный Хулиган Production» и переизданный в 2005 году на лейбле «Dots Family Records». Альбом был спродюсирован лидером «D.O.B. Community» СирДжеем, который выступил в качестве битмейкера альбома. В записи альбома приняли участие 11 рэперов, в числе которых Карандаш, Бледный, С.О.Макъ, группа «43 Градуса» и другие.

## Список композиций
| №   | Название                                         | Музыка            | Длительность |
| --- | ------------------------------------------------ | ----------------- | ------------ |
| 1.  | «Типа Интро» (п.у. Sir-J)                        | Sir-J             | 2:26         |
| 2.  | «Голый Король»                                   | Sir-J             | 3:12         |
| 3.  | «Мечта-Сон»                                      | Sir-J             | 3:06         |
| 4.  | «Чужие» (п.у. G-Wylx)                            |                   | 4:46         |
| 5.  | «Детская Считалка»                               | Sir-J             | 3:49         |
| 6.  | «Помойка» (Sir-J)                                | Sir-J             | 3:43         |
| 7.  | «Полезные вещи» (п.у. «43 Градуса» (Котэ и Кот)) | Sir-J             | 4:24         |
| 8.  | «Лучший Друг» (п.у. DJ Nik1)                     | Sir-J, DJ Nik One | 3:41         |
| 9.  | «Ненавижу»                                       | Sir-J             | 4:08         |
| 10. | «Mr. Понт»                                       | Sir-J             | 3:27         |
| 11. | «Эволюция» (п.у. Бледный)                        | Sir-J             | 4:09         |
| 12. | «Люди-Звери (Интермедиа)» (п.у. Винт)            | Sir-J             | 1:05         |
| 13. | «Люди-Звери» (п.у. С.О.Макъ и Тома Амот)         | Sir-J             | 4:26         |
| 14. | «Да не обиделся я»                               | Sir-J             | 3:20         |
| 15. | «Рафио»                                          | Sir-J             | 2:26         |
| 16. | «Гимн» (п.у. Сандер)                             | Sir-J             | 4:21         |
| 17. | «Сумеречная Зона» (п.у. Sir-J)                   | Sir-J             | 4:07         |
| 18. | «Боль»                                           | Sir-J             | 3:40         |
| 19. | «Помню...»                                       | Sir-J             | 4:15         |
| 20. | «Здесь был я» (п.у. Карандаш)                    | Sir-J             | 4:24         |

## Композиция альбома
- Альбом был записан Джипом в период 2003-2004 годов, одновременно с альбомом «Полихромный продукт».
- В основу нескольких песен из альбома вошли истории Джипа о его прошлой жизни. Так в нескольких песнях он упоминает Грюндика, голос которого звучит в припеве песни «Мечта-Сон»; в треке «Помню» идёт речь о группе «КТЛ ДиЛЛ», а также о знакомстве Джипа с Sir-J'ем и Ladjack'ом, службе в армии и школе каратэ.
- В основу семпла к песне «Голый Король» вошла мелодия песни Wild Honey Pie.
- Песня «Помойка» изначально была записана как песня проекта «Рабы Лампы» (Jeeep и М. Гуманков) после смерти Грюндика.
- Рафио — один из друзей Jeeep'а, поэт и музыкант, погибший в автокатастрофе.
- Все остальные композиции представляют собой трагифарсовые сценки с элементами чёрного юмора.

## Критика альбома
Рецензенты сайта rap.ru отнеслись к альбому положительно:
Сольный альбом Джипа – продукт исключительный и своеобразный. Бытовые зарисовки, чёрный юмор и легенды московского рэп-андеграунда, зарифмованные просто, но со вкусом, порой превращаются в настоящий театр абсурда под управлением Джипа 4х4.
 — пишет Андрей Никитин на сайте Rap.Ru 